# Бахріддінов Рустам Хусенбоєвич
Рустам Хусенбоєвич Бахріддінов (рос. Рустам Хусенбоевич Бахриддинов; 27 вересня 1980, м. Москва, СРСР) — російський хокеїст, захисник.
Вихованець хокейної школи «Динамо» (Москва). Виступав за «Чікутімі Сагененс» (QMJHL), ХК «Бєлгород», «Автомобіліст» (Єкатеринбург), «Титан» (Клин), МХК «Крила», «Витязь» (Чехов), «Бейбарис» (Атирау), ХК «Рязань», «Донбас-2» (Донецьк), «Сокіл» (Київ). 